# Partido Demócrata de Arkansas
El Partido Demócrata de Arkansas es la filial del Partido Demócrata en el estado de Arkansas. El actual presidente del partido es Grant Tennille. El expresidente de los Estados Unidos, Bill Clinton, nació en Arkansas y fue gobernador del estado desde 1979 hasta 1981 y desde 1983 hasta 1992.
Arkansas fue históricamente un bastión demócrata, votando por el Partido Demócrata en las 23 elecciones presidenciales entre 1876 y 1964. Sin embargo, en el siglo XXI, el partido ha visto cómo su poder electoral ha disminuido de forma constante en el estado. Los demócratas no controlan ningún cargo electo a nivel estatal ni federal en Arkansas, y son minoría en ambas cámaras de la legislatura estatal.

## Historia

### Primeros años de la estadidad
Arkansas comenzó su etapa como estado con un fuerte dominio del Partido Demócrata en la política. Antes de convertirse en estado el 15 de junio de 1836, la política de Arkansas estuvo dominada por un pequeño grupo comúnmente conocido como "La Familia" o "La Dinastía" hasta la guerra civil estadounidense.El fundador de este grupo político fue James Conway, quien se inspiró en la muerte de su hermano mayor, Henry Conway.El 27 de octubre de 1827, Henry Conway fue asesinado en un duelo por Robert Crittenden, un ex amigo que pronto se convirtió en su opositor político.Como acto de venganza por la muerte de su hermano, James Conway formó el primer partido político de Arkansas, "La Dinastía".Muchos de los miembros de este grupo estaban relacionados por sangre o matrimonio, razón por la cual recibió el nombre de "La Familia".Este grupo estaba estrechamente aliado con el expresidente Andrew Jackson.
Una de las principales facciones del partido en el pasado fue conocida como los "Demócratas del Pantano" (Swamp Democrats), que estuvieron activos durante el período del "Nuevo Sur", cuando el Partido Demócrata dominaba el estado. Sus rivales eran los "Demócratas de las Colinas" (Hill Democrats). La zona de influencia de los Demócratas del Pantano eran los bosques inundables y las áreas pantanosas del este de Arkansas, así como la región de la Gran Pradera del estado. Esta era la zona de las plantaciones esclavistas, y los Demócratas del Pantano solían votar en función de los intereses de los plantadores y comerciantes de Arkansas.

### Reconstrucción hasta la Edad Dorada
Tras la Guerra Civil, Arkansas estuvo bajo un gobierno republicano por primera vez durante la era de la Reconstrucción.Republicanos como el gobernador Powell Clayton fueron nombrados para cargos estatales, lo que provocó el descontento de veteranos confederados y simpatizantes del sur. Las dificultades económicas de la Reconstrucción y la represalia política de los republicanos durante la Reconstrucción Radical generaron un fuerte respaldo al Partido Demócrata en Arkansas y en todo el sur, fenómeno conocido como el "Sur Sólido".Tras la expulsión de los republicanos radicales en Arkansas a finales de la década de 1870, el estado entró en un "período ininterrumpido"de hegemonía demócrata que se mantuvo hasta 1966, cuando el republicano Winthrop Rockefeller ganó la gobernación.
Después de la Reconstrucción, los demócratas en Arkansas eran conocidos como "Redentores" (Redeemers). Esta coalición representaba la versión sureña de los demócratas borbones (Bourbon Democrats), y ambas facciones eran comparativamente conservadoras y de ideología liberal clásica. Los políticos redentores en Arkansas solían ser hombres blancos prominentes, propietarios de tierras, pertenecientes a la antigua clase de plantadores, quienes mantuvieron el control tanto del poder político como del poder fáctico mediante las leyes Jim Crow, la desfranquiciación (supresión del voto) y la violencia racial. Un ejemplo destacado de redentor en Arkansas fue el gobernador Jeff Davis.

### Era Progresista
El inicio del siglo XX marcó un cambio tanto en los habitantes de Arkansas como en la nación en general. Aunque en Arkansas fue más moderado, el activismo social y la reforma política crecieron durante los Años Locos. En general, este período se caracterizó más por la presencia de candidatos individuales que por las “facciones” que definían la política en otros estados del sur, o por una “clase gobernante” como La Familia en los primeros años de Arkansas.Los demócratas de Arkansas impulsaron reformas en el sistema de carreteras, las escuelas públicas y las prisiones del estado. Sin embargo, el movimiento simultáneo por un “buen gobierno”, que exigía políticos más honestos y transparentes, detuvo a muchos de los primeros políticos progresistas de Arkansas antes de que pudieran implementar reformas significativas. El gobernador Tom Terral logró construir un nuevo Hospital Estatal de Arkansas, pero fue desplazado en las primarias por John Ellis Martineau, quien lo acusó de recibir sobornos tras su primer mandato. Posteriormente, el gobernador Harvey Parnell consiguió aprobar algunas medidas de reforma, pero fue culpado por la Gran Depresión y dejó el cargo con una gran impopularidad.
La Era Progresista en Arkansas tuvo una duración más corta que en el resto de Estados Unidos. Aunque Arkansas y el país votaron en gran número por Franklin D. Roosevelt en las elecciones presidenciales de 1932, ese mismo año Junius Futrell ganó la gobernación con una plataforma de austeridad y recorte. Dentro del estado, esta elección representó una reorientación a favor del ala conservadora del partido. Futrell fue el gobernador más conservador elegido en décadas, y 1932 marcó el fin de la era de reformas en Arkansas.

### Debilitamiento del control demócrata
Con el paso de los años, el Partido Republicano se expandió desde su base geográfica en los Ozarks,en gran parte gracias a conversiones individuales.Las elecciones presidenciales se volvieron más competitivas, aunque Arkansas fue el último estado en negar sus votos electorales a un demócrata al apoyar a George Wallace en las elecciones presidenciales de 1968. Después de esa elección, Arkansas solo votó por candidatos demócratas cuando se trató de un sureño como Jimmy Cartero del exgobernador de Arkansas, Bill Clinton.
Durante las décadas de 1970 y 1980, los habitantes de Arkansas solían dividir su voto entre partidos, lo que reflejaba una tradición de independencia política.El ejemplo más notable fue el apoyo del noroeste del estado a George Wallace para presidente, al republicano Winthrop Rockefeller para gobernador y al demócrata J. William Fulbright para el Senado en 1968.Esta independencia probablemente se debía a que, durante décadas, identificarse como demócrata significaba poco, ya que las elecciones se decidían realmente en las primarias demócratas entre las facciones conservadoras y liberales.Esta era se caracterizó por demócratas de Arkansas dispuestos a votar por republicanos cuando el candidato demócrata no era aceptable, cuando un republicano atractivo se presentaba —como Rockefeller o Ronald Reagan—, o para “castigar” a los titulares demócratas. Por ejemplo, Frank White derrotó a Bill Clinton en las elecciones para gobernador de 1980, pero Clinton fue reelegido cómodamente en 1982. A pesar de estos cambios, los demócratas siguieron dominando la legislatura estatal con mayorías de más de 3 a 1 hasta el año 2010, incluso después de que una enmienda constitucional de 1992 limitara a los legisladores a un máximo de dos mandatos en el Senado estatal y tres en la Cámara estatal.

### Ascenso republicano
Desde la elección de Barack Obama como presidente en 2008 —en la que se convirtió en el primer demócrata en perder Arkansas y aun así ganar la presidencia—, los demócratas de Arkansas han visto un fuerte declive en su influencia. En 2010, los demócratas ganaron tres de los seis cargos estatales menores en disputa. En 2012, perdieron el control de ambas cámaras de la Legislatura Estatal de Arkansas.
En 2014, los republicanos ganaron todos los cargos estatales, ambas cámaras de la legislatura estatal, los cuatro escaños en la Cámara de Representantes de EE. UU. y los dos escaños en el Senado de EE. UU. correspondientes a Arkansas.Desde entonces, los demócratas de Arkansas no han ganado ninguna elección a nivel estatal ni congresal.

## Funcionarios electos actuales

### Miembros del Congreso
La delegación del Congreso de Arkansas ha sido completamente republicana desde 2015. Mark Pryor fue el último demócrata en ocupar o ganar una elección para un escaño en el Senado de los Estados Unidos por Arkansas, habiendo servido desde 2003 hasta 2015. Elegido por primera vez en 2002, Pryor perdió su candidatura para un tercer mandato en 2014 ante Tom Cotton. El último demócrata en ganar o mantener un escaño en la Cámara de Representantes de los Estados Unidos por Arkansas fue Mike Ross, quien sirvió desde 2001 hasta 2013. Elegido por primera vez en 2000, Ross no buscó la reelección para un séptimo mandato en 2012 y, en su lugar, se postuló sin éxito para gobernador de Arkansas en 2014. El senador estatal Gene Jeffress fue el candidato demócrata para el escaño de Ross y perdió ante Cotton.

### Cargos a nivel estatal
- Ninguno

Los demócratas no han ocupado ningún cargo electo a nivel estatal en Arkansas desde 2015. El estado no ha elegido a ningún candidato demócrata para cargos estatales desde 2010, cuando Mike Beebe, Dustin McDaniel y Martha Shoffner fueron reelegidos como gobernador, fiscal general y tesorera, y Charlie Daniels fue elegido auditor estatal. En 2014, los límites de mandato impidieron que Beebe y McDaniel buscaran un tercer mandato, mientras que Shoffner renunció durante su segundo período y su reemplazo, Charles Robinson, no era elegible para postularse a un mandato completo, y Daniels optó por no buscar la reelección para un segundo período. Mike Ross, Nate Steel, Karen Sealy Garcia y Regina Stewart Hampton se postularon como candidatos demócratas en las elecciones de 2014 y fueron derrotados por los candidatos republicanos Asa Hutchinson, Leslie Rutledge, Dennis Milligan y Andrea Lea.

### Legislatura estatal
- Senado
  - Líder de la minoría en el Senado: Greg Leding (SD30)[18]
  - Látigo de la minoría en el Senado: Linda Chesterfield (SD12)[18]
- Cámara de Representantes de Arkansas
  - Líder de la minoría en la Cámara: Tippi McCullough (HD74)[19]
  - Látigo de la minoría en la Cámara: Vivian Flowers (HD65)[19]

### Municipal
Los siguientes demócratas ocupan destacadas alcaldías en Arkansas:
- Little Rock: Frank Scott Jr. (1)
- Fort Smith: George McGill (3)
- Fayetteville: Molly Rawn (2)
- Jonesboro: Harold Copenhaver (5)
- North Little Rock: Terry Hartwick (7)
- Pine Bluff: Vivian Flowers (10)
- Texarkana: Allen Brown (17)
- Cabot: Ken Kincaide (19)

## Gobernadores anteriores

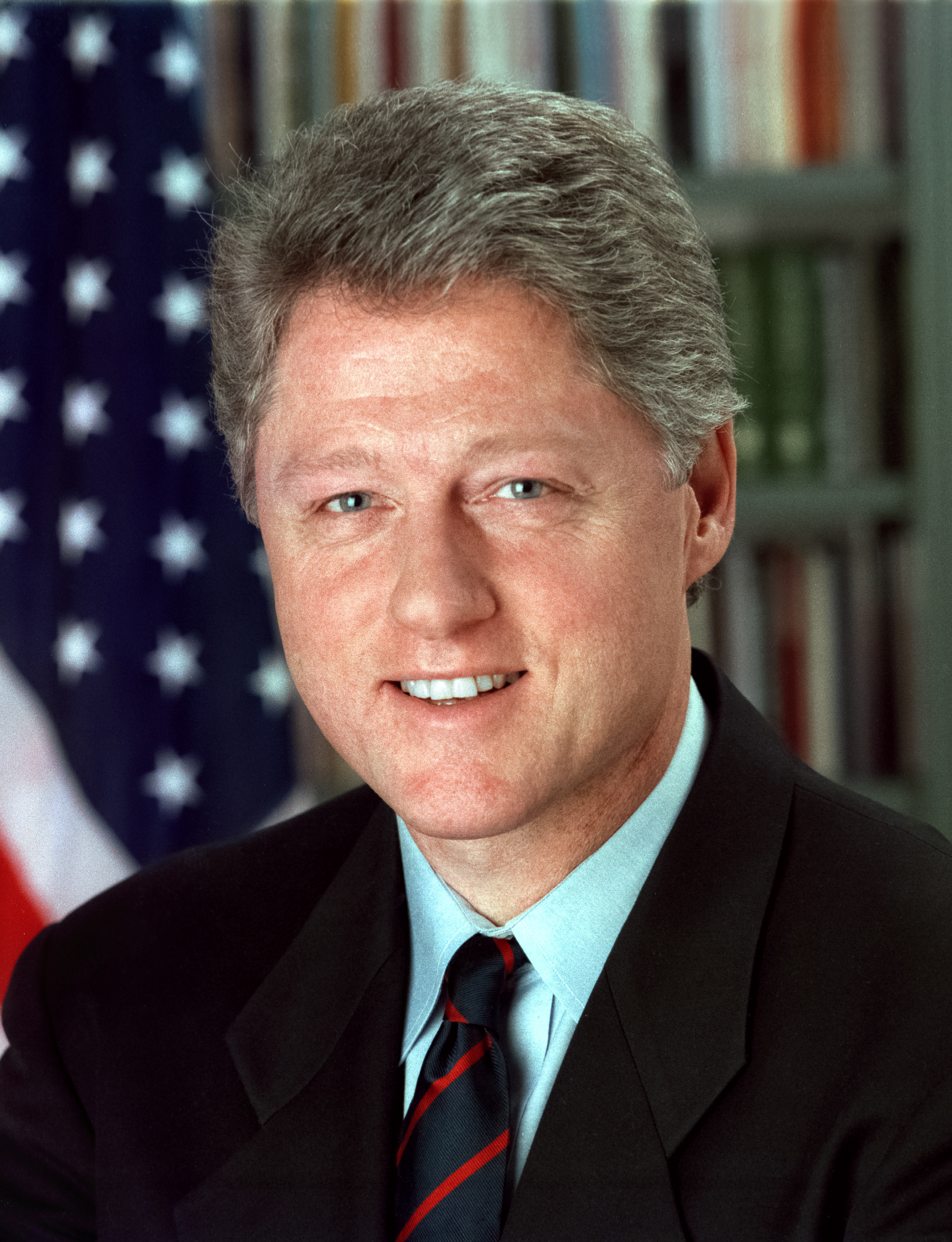
Presidente Bill Clinton (1993-2001)

Gobernadores demócratas que han ganado elecciones para gobernador en Arkansas desde 1941:
- Homer Martin Adkins (1941−1945)
- Benjamin Travis Laney (1945−1949)
- Sidney Sanders McMath (1949−1953)
- Francis Cherry (1953−1955)
- Orval Eugene Faubus (1955−1967)
- Dale Bumpers (1971−1975)
- David Pryor (1975−1979)
- Joe Purcell (1979)
- Bill Clinton (1979−1981, 1983−1992)
- Jim Guy Tucker (1992−1996)
- Mike Beebe (2007−2015)